# Amorphophallus napalensis
Amorphophallus napalensis är en kallaväxtart som först beskrevs av Nathaniel Wallich och som fick sitt nu gällande namn av Josef Bogner och Simon Joseph Mayo.
Amorphophallus napalensis ingår i släktet Amorphophallus och familjen kallaväxter. Inga underarter finns listade.

## Bildgalleri

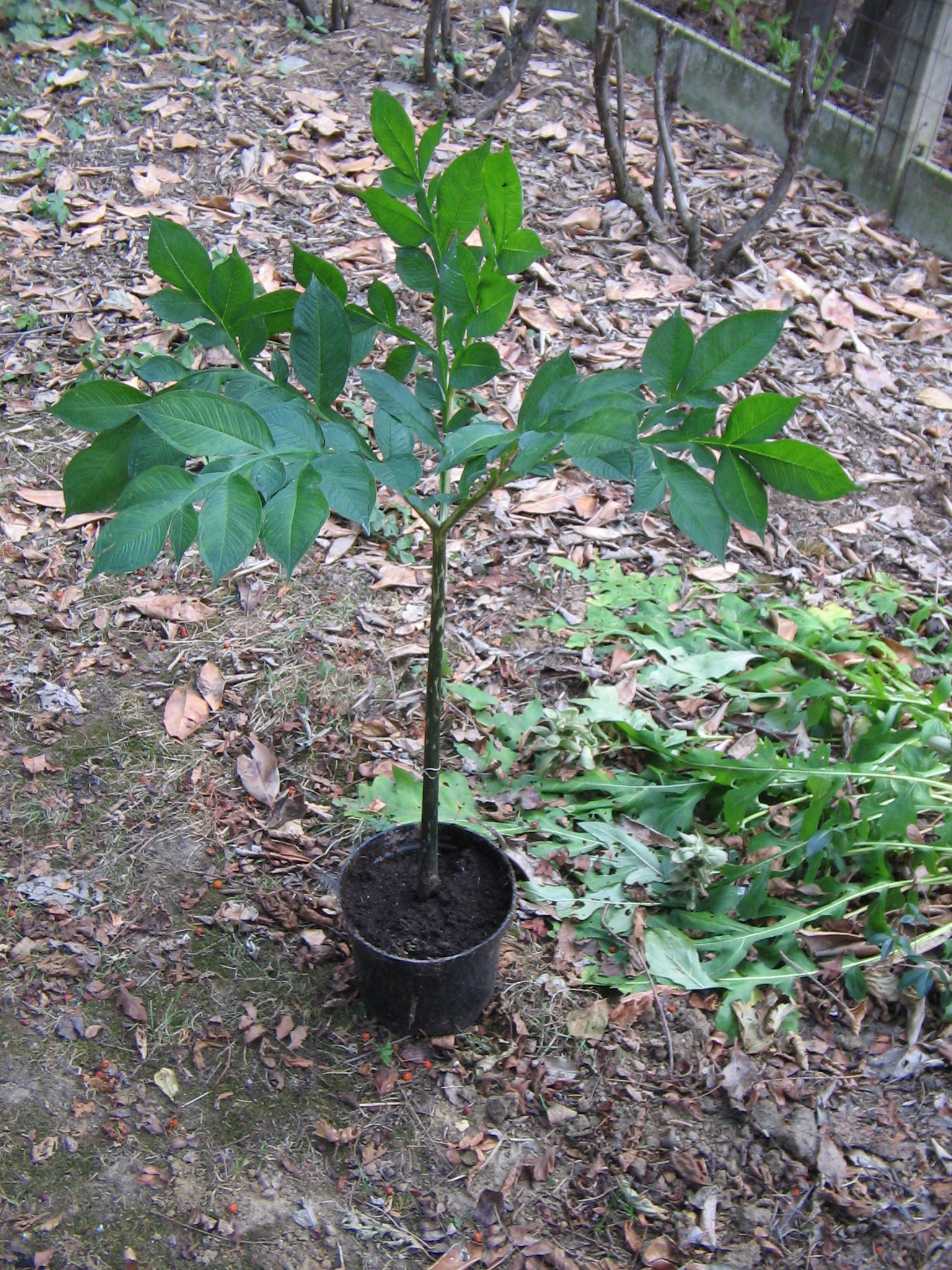